# Sh2-72
Sh2-72 (également connue sous le nom de RCW 179) est une nébuleuse en émission visible dans la constellation de l'Aigle.
Elle est située dans la partie ouest de la constellation, non loin de la frontière avec la Queue du Serpent et à une courte distance angulaire de l'amas globulaire NGC 6749. Il s'étend sur environ 25 minutes d'arc en bordure d'une région de la Voie lactée fortement obscurcie par les nuages de poussière constituant le Rift de l'Aigle. La période la plus propice à son observation dans le ciel du soir se situe entre juin et novembre. N'étant qu'à 18 minutes d'arc de l'équateur céleste, on peut l'observer indistinctement depuis toutes les régions peuplées de la Terre.
C'est une région H II relativement grande située sur le bras du Sagittaire à une distance d'environ 1 800 pc (∼5 870 al) du système solaire. On pense que le principal responsable de son ionisation est une étoile sous-géante bleue de classe spectrale B0.5IV, cataloguée BD+2 3762, bien que l'étude indiquant cette étoile fournisse une valeur de distance égale à 4 400 parsecs. Si cette donnée est vraie, ce nuage serait positionné sur le bras Écu-Croix. Des indices suggérant que la formation d'étoiles est active sont donnés par la présence de certaines sources de rayonnement infrarouge, dont trois sont également signalées par IRAS : il s'agit de IRAS 19009+0204, IRAS 19013+0207 et IRAS 19021+0209. Une source radio signalée dans diverses publications est également celle située aux coordonnées galactiques 36,44 -01,61,.